# Rötlichgelbe Grasbüscheleule
Die Rötlichgelbe Grasbüscheleule (Apamea sublustris), auch Sumpfwiesen-Graswurzeleule genannt, ist ein Schmetterling (Nachtfalter) aus der Familie der Eulenfalter (Noctuidae).

## Merkmale

### Falter
Die Flügelspannweite der Falter beträgt 37 bis 49 Millimeter. Die Grundfärbung der schmalen Vorderflügel ist gelbbraun bis rötlich braun. Nieren-, Zapfen- und Ringmakel fehlen. Zuweilen heben sich verdunkelte Flecke im Mittel- und Saumfeld hervor. Die Querlinien sind durch dunkle Punkte angedeutet. Auf den grauweißen Hinterflügeln sind ein schmaler verdunkelter Saum sowie eine Mittellinie erkennbar.

### Raupe
Ausgewachsene Raupen sind glasig, von schmutzig rötlich grauer bis gelbgrauer Farbe und haben schwarze Punktwarzen. Kopf und Halsschild sind schwarzbraun gefärbt. Der Körper ist mit einigen sehr kurzen dunklen Borsten versehen.

### Puppe
Die schlanke Puppe ist glänzend rotbraun gefärbt und besitzt einen breiten Kremaster, an dessen Ende sich vier Dornen befinden.

### Ähnliche Arten
Die Weißlichgelbe Grasbüscheleule (Apamea litoxylaea) zeigt, wie bereits der Name ausdrückt eine stärker ins Weißlichgelbe tendierende Grundfarbe auf den Vorderflügeln. Außerdem fehlt auf den Hinterflügeln eine dunkle Mittellinie.

## Verbreitung und Lebensraum
Das Verbreitungsgebiet der Art umfasst Europa und die nördliche Türkei. Im Norden erreicht sie das mittlere Fennoskandinavien, im Süden Nordspanien und die Balkanhalbinsel mit Ausnahme von Griechenland. Die östliche Verbreitung reicht bis zur Krim. Sie kommt auch im Kaukasus vor. In den Alpen steigt sie bis auf mindestens 2200 Meter Höhe. Die Rötlichgelbe Grasbüscheleule lebt bevorzugt in Sumpflandschaften, auf feuchten Wiesen, in Moor- und Ufergebieten sowie an grasigen Waldrändern. Die Tiere wurden aber auch in trockenem Gelände nachgewiesen.

## Lebensweise
Die nachtaktiven Falter fliegen in einer Generation pro Jahr von Mai bis September, überwiegend jedoch in den Monaten Juni und Juli. Sie erscheinen zuweilen in Anzahl an künstlichen Lichtquellen, gelegentlich auch an Ködern. Die Raupen leben überwiegend ab dem Herbst, überwintern und verpuppen sich im Frühling des folgenden Jahres. Sie halten sich in einer Erdhöhle am Boden unter Grasbüscheln auf und ernähren sich von den Wurzeln verschiedener Gräser, beispielsweise von Schwingel- (Festuca) und Pfeifengräserarten (Molinia).

## Gefährdung
Die Rötlichgelbe Grasbüscheleule ist in vielen Regionen Deutschlands verbreitet anzutreffen und auf der Roten Liste gefährdeter Arten als „nicht gefährdet“ eingestuft.